# Scopula flavifurfurata
Scopula flavifurfurata är en fjärilsart som beskrevs av Louis Beethoven Prout 1920. Scopula flavifurfurata ingår i släktet Scopula och familjen mätare. Inga underarter finns listade.